# Spendthrift
Pour plus de détails, voir Fiche technique et Distribution.
Spendthrift est un film américain réalisé par Raoul Walsh, sorti en 1936.
Il s'agit d'une comédie qui se déroule dans le milieu des courses de chevaux.

## Fiche technique
- Titre original : Spendthrift
- Réalisation : Raoul Walsh
- Scénario : Raoul Walsh, Bert Hanlon, d'après le roman Spendthrift de Eric Hatch (en)
- Photographie : Leon Shamroy
- Montage : Robert L. Simpson
- Musique : Victor Young
- Direction artistique : Alexander Toluboff (en)
- Décors : Howard Bristol (en)
- Costumes : Helen Taylor
- Son : Hugo Grenzbach
- Production : Walter Wanger
- Société de production : Walter Wanger Productions
- Société de distribution : Paramount Productions
- Pays d’origine :  États-Unis
- Langue originale : anglais
- Format : Noir et blanc — 35 mm — 1,37:1 — Son : Mono (Western Electric Noiseless Recording)
- Genre : Comédie
- Durée : 80 minutes (1 h 20)
- Date de sortie :
  - États-Unis : 22 juillet 1936

## Distribution
- Henry Fonda : Townsend "Towny" Middleton
- Pat Paterson : Valerie "Boots" O'Connell
- Mary Brian : Sally Barnaby
- George Barbier : Morton Middleton
- Edward Brophy : Bill
- Richard Carle : "Popsy"
- J. M. Kerrigan : "Pop" O'Connell
- Spencer Charters : Colonel Barnaby
- June Brewster : Topsy
- Halliwell Hobbes : Buel
- Jerry Mandy : Enrico
- Miki Morita : le valet
- Greta Meyer : Hilda
- Robert Strange : Ransom